# Surat Thani (Provinz)

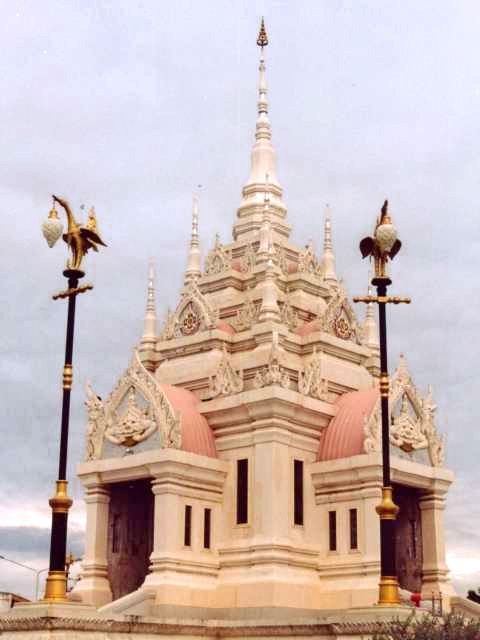
Schrein mit der „Stadtsäule“ (Lak Müang) von Surat Thani

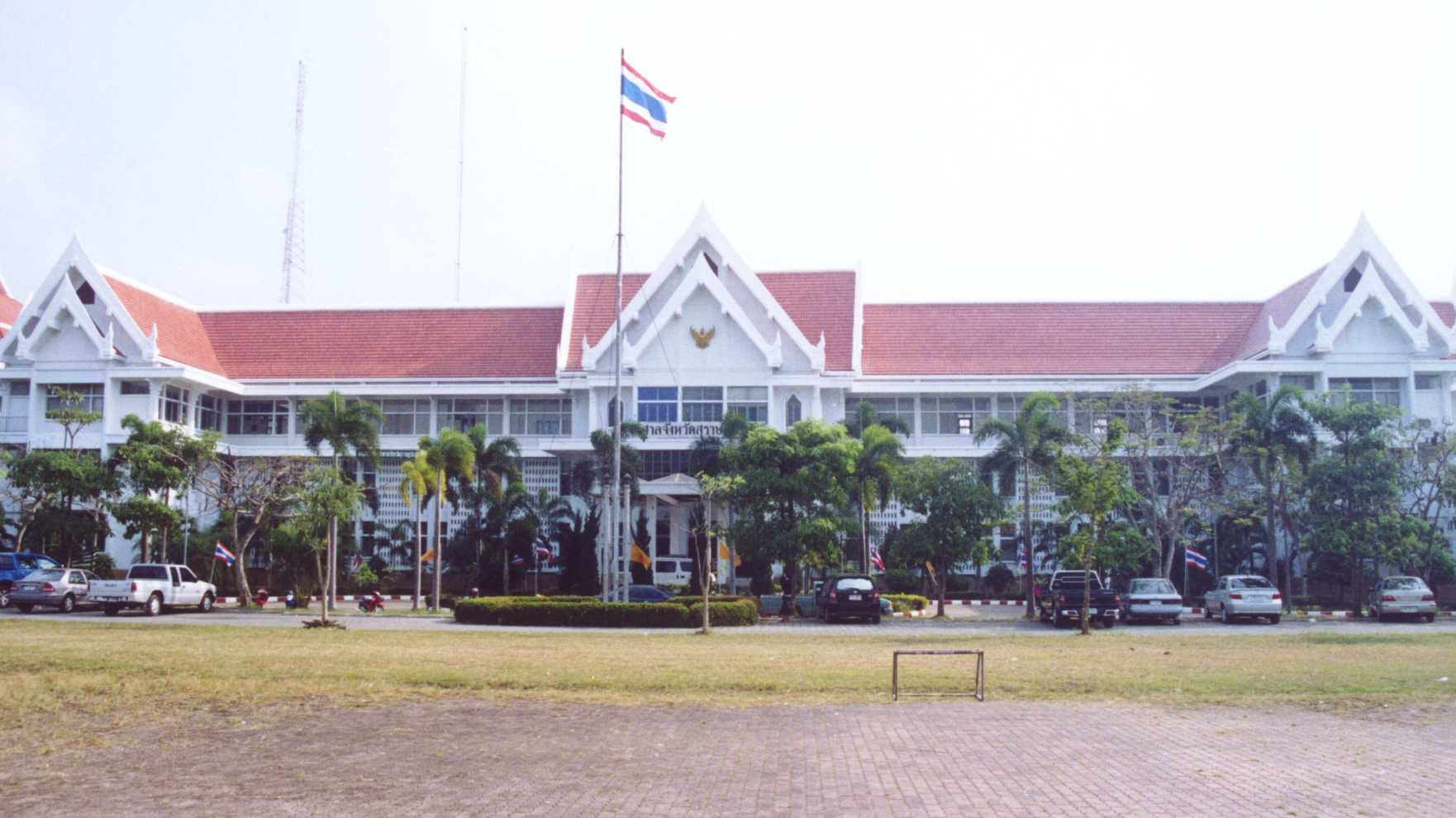
Sitz der Provinzverwaltung von Surat Thani

Surat Thani (Thai สุราษฎร์ธานี) ist eine Provinz (Changwat) in der Südregion von Thailand. Die Hauptstadt der Provinz heißt ebenfalls Surat Thani.

## Geographie
Surat Thani ist die flächenmäßig größte der Provinzen im Süden Thailands. Die Provinz liegt ca. 680 Kilometer südlich der Hauptstadt Bangkok. Das Land ist flach und sehr fruchtbar, steigt nach Westen zu einem Hochplateau an.
Wichtigste Flüsse sind der Maenam Tapi und der Maenam Phum Duang, die in den Golf von Thailand fließen. Zur Provinz gehören auch mehrere der schönsten Inseln des Landes, unter ihnen Koh Samui, Ko Pha-ngan und Koh Tao sowie die rund 40 Inseln des Ang Thong Marine National Parks.
| Angrenzende Provinzen und Gebiete: | Angrenzende Provinzen und Gebiete:        |
| ---------------------------------- | ----------------------------------------- |
| Norden                             | Chumphon und Ranong                       |
| Osten                              | Golf von Thailand und Nakhon Si Thammarat |
| Süden                              | Nakhon Si Thammarat und Krabi             |
| Westen                             | Phang-nga und Ranong                      |

### Klima
Das Klima in der Provinz ist tropisch und wie im Süden Thailands üblich sehr niederschlagsreich. Die Tagestemperaturen schwanken zwischen 29 und 35 °C, die Nachttemperaturen zwischen 20 und 24 °C. Es gibt durchschnittlich 116 Regentage. Die Wassertemperatur an der Küste liegt ganzjährig um 28 °C.
Die Höchsttemperatur im Jahr 2008 betrug 36,3 °C, die tiefste Temperatur wurde mit 20,0 °C gemessen. An 145 Regentagen fielen in demselben Jahr 1420,2 mm Niederschlag.

## Wirtschaft und Bedeutung

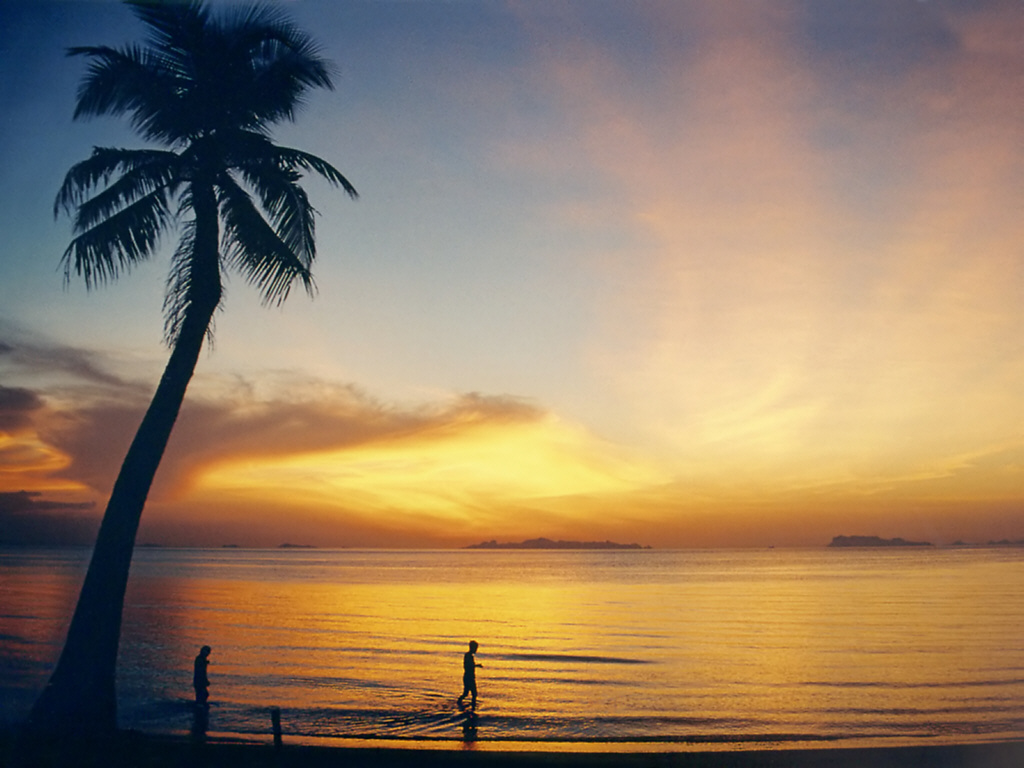
Sonnenuntergang auf Koh Samui

Das fruchtbare Land lässt eine reichhaltige Landwirtschaft zu. Insbesondere auf den vorgelagerten Inseln Ko Samui und zunehmend auch Ko Pha-ngan und Ko Tao entwickelte sich der Tourismus neben der Bewirtschaftung von Kokosplantagen und dem Fischfang zum wesentlichen Wirtschaftsfaktor.

### Daten
Das „Gross Provincial Product“ (Bruttoinlandsprodukt) der Provinz betrug 2008 131.475 Millionen Baht.
| Wirtschaftszweig | 2006 | 2007 | 2008 | 2009 |
| ---------------- | ---- | ---- | ---- | ---- |
| Landwirtschaft   | 34,6 | 33,4 | 36,9 |      |
| Industrie        | 16,5 | 16,5 | 14,6 |      |
| Andere           | 48,9 | 50,1 | 48,5 |      |

Alle Angaben in %
Der Mindestlohn in der Provinz beträgt 172 Baht pro Tag (etwa 4 €).
Die mit Abstand am stärksten zur Wirtschaftsleistung der Provinz beitragende Branche war im Jahr 2011 die Landwirtschaft mit 64,725 Mrd. Baht, gefolgt vom verarbeitenden Gewerbe mit 29,778 Mrd. Baht, dem Groß- und Einzelhandel mit 21,989 Mrd. Baht und dem Hotel- und Gaststättengewerbe mit 12,578 Mrd. Baht.

### Landnutzung
Für die Provinz ist die folgende Landnutzung dokumentiert:
- Waldfläche: 2.412.369 Rai (1.507,7 km²), 29,9 % der Gesamtfläche
- Landwirtschaftlich genutzte Fläche: 2.560.622 Rai (1600,4 km²), 31,8 % der Gesamtfläche
- Nicht klassifizierte Fläche: 3.084.177 Rai (1.927,6 km²), 38,3 % der Gesamtfläche

## Verkehr

### Flughäfen
- Flughafen Surat Thani (IATA-Code: URT)
- Flughafen Ko Samui (IATA-Code: USM)

## Geschichte

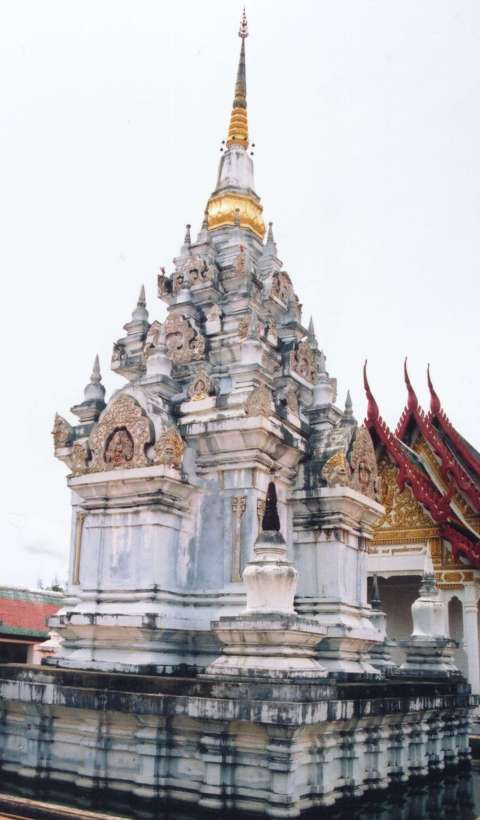
Wat Borommathat Chaiya

In der Provinz lassen sich steinzeitliche Besiedlungsspuren nachweisen. Chaiya war eine wichtige Stadt im Seereich Srivijaya (7.–10. Jahrhundert), nach Meinung mancher Historiker sogar zeitweise die Hauptstadt des Reiches.
Siehe auch: Geschichte Thailands und entsprechender Eintrag in Surat Thani

## Sehenswürdigkeiten
- Phra Borommathat Chaiya – mit einem schönen 1200 Jahre alten Chedi mit einer authentischen Srivijaya-Architektur.

## Symbole
Das Siegel zeigt den Chedi von Phra Borommathat Chaiya, der im 9. Jahrhundert erbaut worden sein soll. Die lokale Blume ist die Rafflesie Rafflesia kerrii (Thai: Bua Phut), der lokale Baum ist Ton Kiam (malaiisch Resak) (Cotylelobium melanoxylon).
Der Wahlspruch der Provinz Surat Thani lautet:
Die Stadt der einhundert Inseln,
Die Provinz mit köstlichen Früchten, Rambutan genannt,
Das Land mit dem besten roten Eiern und großer Austern,
In der Stadt werden die buddhistischen Prinzipien von den Gläubigen gepredigt.
(Thai: เมืองร้อยเกาะ เงาะอร่อย หอยใหญ่ ไข่แดง แหล่งธรรมะ)

## Politik
Die Provinz Surat Thani ist eine Hochburg der Demokratischen Partei. Sie gewann hier bei jeder Wahl seit 1992 alle Wahlkreise. Zwei prominente Politiker der Partei kommen aus Surat Thani: der ehemalige Vorsitzende und Vizepremier Banyat Bantadtan und Suthep Thaugsuban, der Generalsekretär der Partei und ebenfalls stellvertretender Premierminister war. Beim Verfassungsreferendum 2007 gehörte Surat Thani zu den Provinzen mit den höchsten Zustimmungsraten (90,7 %, gegenüber 8,0 % Neinstimmen).

## Bekannte Söhne und Töchter der Provinz

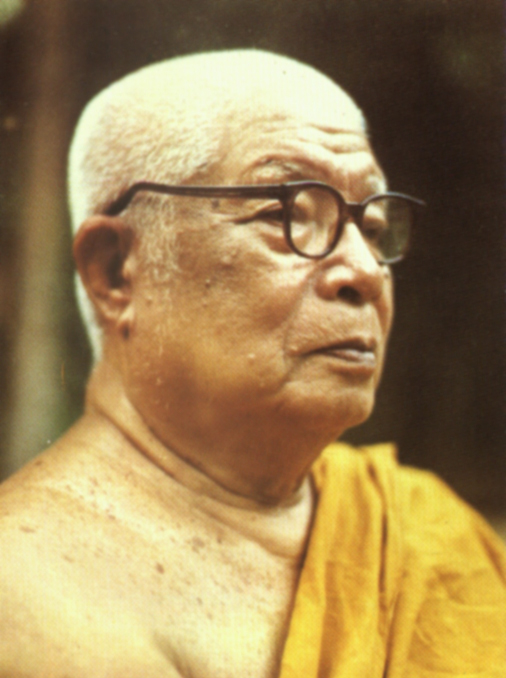
Buddhadasa Bhikkhu, einer der bekanntesten Söhne der Provinz Surat Thani

- Buddhadasa (1906–1993), buddhistischer Mönch, Philosoph, Sozialaktivist und Autor
- Somdet Kiaw (1928–2013), buddhistischer Mönch, 2005–2013 kommissarischer Oberster Patriarch
- Banyat Bantadtan (* 1942), Politiker, ehemaliger Vorsitzender der Demokratischen Partei, ehemaliger Stellvertretender Ministerpräsident und Innenminister
- Yongyuth Wichaidit (* 1942), Politiker, ehemaliger Vorsitzender der Pheu-Thai-Partei, ehemaliger Stellvertretender Ministerpräsident und Innenminister
- Thida Thavornseth (* 1944), Mikrobiologin und politische Aktivistin
- Suthep Thaugsuban (* 1949), Politiker, ehemaliger Generalsekretär der Demokratischen Partei, ehemaliger Stellvertretender Ministerpräsident, Anführer der regierungskritischen Protestbewegung 2013/14
- Krisana Kraisintu (* 1952), Pharmazeutin, AIDS-Forscherin
- Jatuporn Prompan (* 1965), Politiker und Aktivist, Vorsitzender der Nationalen Demokratischen Allianz gegen Diktatur („Rothemden“)
- Supinya Klangnarong (* 1973), Medienrechtlerin, ehemalige Aktivistin der Volksallianz für Demokratie („Gelbhemden“)
- Worapoj Petchkoom (* 1981), Boxkämpfer
- Ekaphan Inthasen (* 1983), Fußballspieler
- Onuma Sittirak (* 1986), Volleyballspielerin
- Krirkrit Thaweekarn (* 1990), Fußballspieler

## Verwaltungseinheiten

### Provinzverwaltung
Die Provinz ist in 19 Landkreise (Amphoe) eingeteilt. Die Kreise sind weiter unterteilt in 131 Gemeinden (Tambon) und 1028 Dörfer (Muban).
| \| Amphoe \| Amphoe \| \| --------------------------------------------------------------------------------------------------------------------------------------------------------------------------------------------------------------------------------------------------------------------------------------------------------- \| ------------------------------------------------------------------------------------------------------------------------------------------------------------------------------------------------------------------------------------------------- \| \| 1. Mueang Surat Thani (อำเภอเมืองสุราษฎร์ธานี) 2. Amphoe Kanchanadit (อำเภอกาญจนดิษฐ์) 3. Don Sak (อำเภอดอนสัก) 4. Ko Samui (อำเภอเกาะสมุย) 5. Ko Pha-ngan (อำเภอเกาะพะงัน) 6. Chaiya (อำเภอไชยา) 7. Tha Chana (อำเภอท่าชนะ) 8. Khiri Rat Nikhom (อำเภอคีรีรัฐนิคม) 9. Ban Ta Khun (อำเภอบ้านตาขุน) 10. Phanom (อำเภอพนม) \| 1. Tha Chang (อำเภอท่าฉาง) 2. Ban Na San (อำเภอบ้านนาสาร) 3. Ban Na Doem (อำเภอบ้านนาเดิม) 4. Khian Sa (อำเภอเคียนซา) 5. Wiang Sa (อำเภอเวียงสระ) 6. Phrasaeng (อำเภอพระแสง) 7. Phunphin (อำเภอพุนพิน) 8. Chai Buri (อำเภอชัยบุรี) 9. Vibhavadi (อำเภอวิภาวดี) \| | |
| Amphoe | Amphoe |
| 1. Mueang Surat Thani (อำเภอเมืองสุราษฎร์ธานี) 2. Amphoe Kanchanadit (อำเภอกาญจนดิษฐ์) 3. Don Sak (อำเภอดอนสัก) 4. Ko Samui (อำเภอเกาะสมุย) 5. Ko Pha-ngan (อำเภอเกาะพะงัน) 6. Chaiya (อำเภอไชยา) 7. Tha Chana (อำเภอท่าชนะ) 8. Khiri Rat Nikhom (อำเภอคีรีรัฐนิคม) 9. Ban Ta Khun (อำเภอบ้านตาขุน) 10. Phanom (อำเภอพนม) | 1. Tha Chang (อำเภอท่าฉาง) 2. Ban Na San (อำเภอบ้านนาสาร) 3. Ban Na Doem (อำเภอบ้านนาเดิม) 4. Khian Sa (อำเภอเคียนซา) 5. Wiang Sa (อำเภอเวียงสระ) 6. Phrasaeng (อำเภอพระแสง) 7. Phunphin (อำเภอพุนพิน) 8. Chai Buri (อำเภอชัยบุรี) 9. Vibhavadi (อำเภอวิภาวดี) |

### Lokalverwaltung
Für das ganze Gebiet der Provinz besteht eine Provinz-Verwaltungsorganisation (องค์การบริหารส่วนจังหวัด, kurz อบจ., Ongkan Borihan suan Changwat; englisch Provincial Administrative Organization, PAO).
In der Provinz gibt es zwei „Großstädte“ (เทศบาลนคร – Thesaban Nakhon): Surat Thani (เทศบาลนครสุราษฎร์ธานี) und Ko Samui (เทศบาลนครเกาะสมุย).
Es gibt außerdem drei „Städte“ (เทศบาลเมือง – Thesaban Mueang):
- Don Sak (เทศบาลเมืองดอนสัก),
- Tha Kham (เทศบาลเมืองท่าข้าม) und
- Na San (เทศบาลเมืองนาสาร).

Daneben gibt es 35 „Kleinstädte“ (เทศบาลตำบล – Thesaban Tambon) und 97 TAO.